# Cuerpo escombro
Cuerpo escombro es una película española de comedia de 2024, dirigida por Curro Velázquez, con guion de Patricia Trueba y el mismo director. Está protagonizada por Dani Rovira, Cassandra Ciangherotti, Ernesto Sevilla, Omar Chaparro, María Hervás, El Langui, Antonio Resines, Marta Fernández Muro, Tito Valverde y Leo Harlem. Tuvo su estreno mundial en el Festival Ibérico de Cine el 11 de julio de 2024, y luego se estrenó en cines españoles el 9 de agosto de 2024, con distribución de Buena Vista International España.

## Trama
Ante los problemas para encontrar trabajo y liado por su hermano Fermín (Ernesto Sevilla), Javi (Dani Rovira) se hace pasar por discapacitado para conseguir un puesto que necesita desesperadamente. Pero fingir parálisis cerebral es más complicado de lo que parece, sobre todo cuando se enamora de su jefa.

## Reparto
- Dani Rovira como Javi
- Cassandra Ciangherotti como Bea
- Ernesto Sevilla como Fermín
- Omar Chaparro como Ricardo
- María Hervás como Mari Carmen
- El Langui como Paco
- Antonio Resines como Agustín
- Marta Fernández Muro como Marisa
- Tito Valverde como un médico
- Leo Harlem como un taxista

## Producción
La idea detrás de Cuerpo escombro nació cuando el director y guionista de la película, Curro Velázquez, escuchó a un vecino de su comunidad negarse a adaptar su piscina para que un propietario con discapacidad la pudiera utilizar, lo que le dio la idea de realizar una película de comedia que pueda concienciar sobre las dificultades a las que se enfrentan las personas con discapacidad. En octubre de 2023, se anunció que la película, la cual estaría protagonizada por Dani Rovira y producida por Morena Films, estaba buscando personas con discapacidad en Bilbao para actuar en la película. Además de Rovira, también se anunció que Ernesto Sevilla, Cassandra Ciangherotti, El Langui y Omar Chaparro formarían parte del reparto. El rodaje de la película comenzó en febrero de 2024 en Bilbao, durando seis semanas.
El presupuesto total de Cuerpo escombro es de 4.2 millones de euros, incluyendo 1.2 millones procedentes de las ayudas generales del ICAA.

## Lanzamiento y marketing
En diciembre de 2023, dos meses antes de dar inicio al rodaje de la película, Buena Vista International España programó el estreno de Cuerpo escombro en cines españoles para el 9 de agosto de 2024. El 6 de junio de 2024, Buena Vista lanzó el póster y el tráiler final de la película. El 11 de julio de 2024, la película tuvo su estreno mundial en el Festival Ibérico de Cine.